# Sa'd Haddad
Saʿd Ḥaddād (in arabo سعد حداد‎?; Marjayoun, 1936 – Marjayoun, 14 gennaio 1984) è stato un generale libanese, disertore dell'esercito regolare e fondatore di una milizia filo-israeliana. Creatore dell'Esercito del Sud-Libano (ESL), in base a quanto certificato dai risultati dell'inchiesta della Commissione Kahan della Corte Suprema israeliana, restò coinvolto coi suoi miliziani e con le forze del libanese Elie Hobeika nel massacro di Sabra e Chatila del 1982.

## Guerra civile libanese
Fin dagli anni sessanta, vi fu un alternarsi ciclico fra gli attacchi della guerriglia palestinese in Israele e la puntuale risposta di  Tsahal contro obiettivi palestinesi. Nell'ambito della guerra civile libanese del 1975, il Libano non poteva rimanere inerte di fronte agli scontri fra le due parti, subendo sul suo territorio i pesanti danni bellici comportati dalle reazioni israeliane. La sua debolezza strutturale però - in un paese in cui i maroniti perdevano la loro maggioranza e la componente islamica sunnita cresceva come diretta conseguenza dell'immigrazione di sfollati e profughi palestinesi - era tale da non consentirgli di reagire efficacemente, impedendo l'estrema permeabilità delle frontiere israelo-libanese e le devastazioni che ne conseguivano. L'impossibilità libanese di controllare i profughi palestinesi (al contrario di quanto era successo in Giordania con la repressione durissima di Settembre Nero) fece decidere le autorità israeliane a prendere in considerazione l'idea di porre sotto il proprio controllo militare le regioni meridionali libanesi, da cui partivano le operazioni di guerriglia palestinese, in cui erano maggiormente presenti le componenti sciita libanese e quella sunnita-palestinese, asserragliata in vari campi-profughi palestinesi, controllati dall'Organizzazione per la Liberazione della Palestina.
Verso il 1975, Israele patrocinò la creazione di una forza che potesse surrogare la sua azione. Il maggiore cristiano-libanese Saʿd Haddad fu il primo ufficiale a disertare dall'esercito regolare libanese per allearsi con Israele, una diserzione che lo portò a organizzare una formazione para-militare filo-israeliana, l'Esercito del Libano del Sud, stanziato su una striscia di terra libanese lungo i confini con lo Stato ebraico, la cosiddetta "Zona di Sicurezza Israeliana": definizione in uso dopo il 1982, anno della seconda invasione israeliana del territorio libanese. Questa forza, che amava autodefinirsi "Esercito del Libano Libero" ma che poi assunse il nome di "Esercito del Libano del Sud" (ELS) o, in lingua araba, Jaysh Lubnān al-Janūbī, sotto il comando di Antoine Lahad), intendeva prevenire l'infiltrazione in Israele di guerriglieri palestinesi. Nel 1978 Israele invase il Libano, estromettendo l'Organizzazione per la Liberazione della Palestina (OLP) dalle regioni immediatamente a ridosso d'Israele, relegandolo nelle sue roccaforti a nord del fiume Leonte (Litani).
Il 19 aprile 1979, Haddad proclamò l'area controllata dai suoi miliziani "Libero Stato del Libano" (Dawlat Lubnān al-Ḥurr). Il giorno seguente, fu proclamato disertore e traditore dal governo libanese e ufficialmente espulso dall'esercito regolare libanese. L'Esercito del Libano Libero fu rinominato Esercito del Libano del Sud (ELS) nel maggio 1980.
Un'altra conseguenza dell'invasione israeliana fu l'insediamento nel meridione libanese dell'United Nations Interim Force in Lebanon (UNIFIL), la cui missione era quella di separare i vari contendenti. La milizia di Haddad collaborò con Israele e ricevette una grande quantità di armamenti, equipaggiamenti e artiglierie da Israele. Vi sono testimonianze oculari che additano che i miliziani di Saʿd Haddad furono coinvolti nel strage di Sabra e Chatila nel 1982. Nel massacro le perdite in vite umane furono calcolate all'incirca tra le 700 e le 3.000 tra donne, uomini, bambini e anziani accoltellati, colpiti da armi da fuoco, torturati a morte e schiacciati da bulldozer. Nel gennaio del 1984 Haddad morì di cancro. Il suo successore alla testa dell'ELS fu il generale Antoine Lahad.
Col ritiro di Israele dal Libano, l'ELS collassò in breve tempo e il mercoledì 24 maggio 2000 la vista della statua di Sa'd Haddad trascinata lungo le strade della cittadina libanese di Marjʿuyūn fu il segno chiaro che l'Esercito del Sud Libano era ormai un ricordo.
Durante il conflitto svoltosi nel Sud Libano tra gli anni 1982 e 2000, Saʿd Haddad diresse anche la stazione radio cristiana "Voce di Speranza", istituita e animata dall'evangelista statunitense, di sentimenti accesamente conservatori, Pat Robertson.